# Gary U.S. Bonds
Pour les articles homonymes, voir Bonds.
Gary U.S. Bonds, né Gary Anderson, le 6 juin 1939 à Jacksonville (Floride), est un chanteur et un compositeur américain de rhythm and blues.

## Carrière
Gary U.S. Bonds commence à chanter dans les années 1950 à Norfolk (Virginie), dans les églises, notamment avec un groupe dénommé The Turks.
Il publie son premier album sous le nom de U.S. Bonds; le second est édité sous le la dénomination de Gary U.S. Bonds avec laquelle il fera toute sa carrière.
Gary U.S. Bonds obtient son premier succès avec « New Orleans ». La chanson se place n° 6 au Billboard en 1960.
Ses autres principaux succès : « Quarter To Three », n° 1 en 1961, « School is Out », n°5 en 1961, « Dear Lady Twist », n° 9 en 1961, « Twist Twist Senora », n° 10 en 1962 et « This Little Girl », n° 11 en 1981.
« Quarter to Three » a été sacrée comme l'une des 500 plus grandes chansons de l'histoire du rock 'n' roll.
Il effectue une tournée en Europe en 1963, en première partie des Beatles.
Il connaît un regain de succès dans les années 1980 notamment lorsque Bruce Springsteen produit son album "On the Line".

## Discographie
- Dance 'till Quarter to Three (LeGrand), 1961
- Twist Up Calypso (LeGrand), 1962
- Gary U.S. Bonds Greatest Hits (LeGrand)
- Dedication (EMI), 1981
- On the Line (EMI), 1982
- Standing in the Line of Fire (Phoenix), 1983
- King Biscuit Flower Hour Presents Gary U.S. Bonds (King Biscuit), 2001
- Back In 20 (M.C. Records), 2004